# Bóreas
Bóreas ou Boreas (em grego: Βορέας), na mitologia grega, é o vento do norte que trazia o inverno ou devorador, e, de acordo com Hesíodo, filho de Astreu e Eos, e irmão de Héspero, Euro, Zéfiro e Noto. Ele mora em uma caverna no Monte Haemon, na Trácia. Nas lendas da Ática, ele raptou Orítia, filha de Erecteu, com quem teve vários filhos, dentre os quais os Boréades, Zetes e Calais, Quione a deusa das neves, Aura irmã gêmea de Quione e Cleópatra, esposa de Fineu.

## Cultos

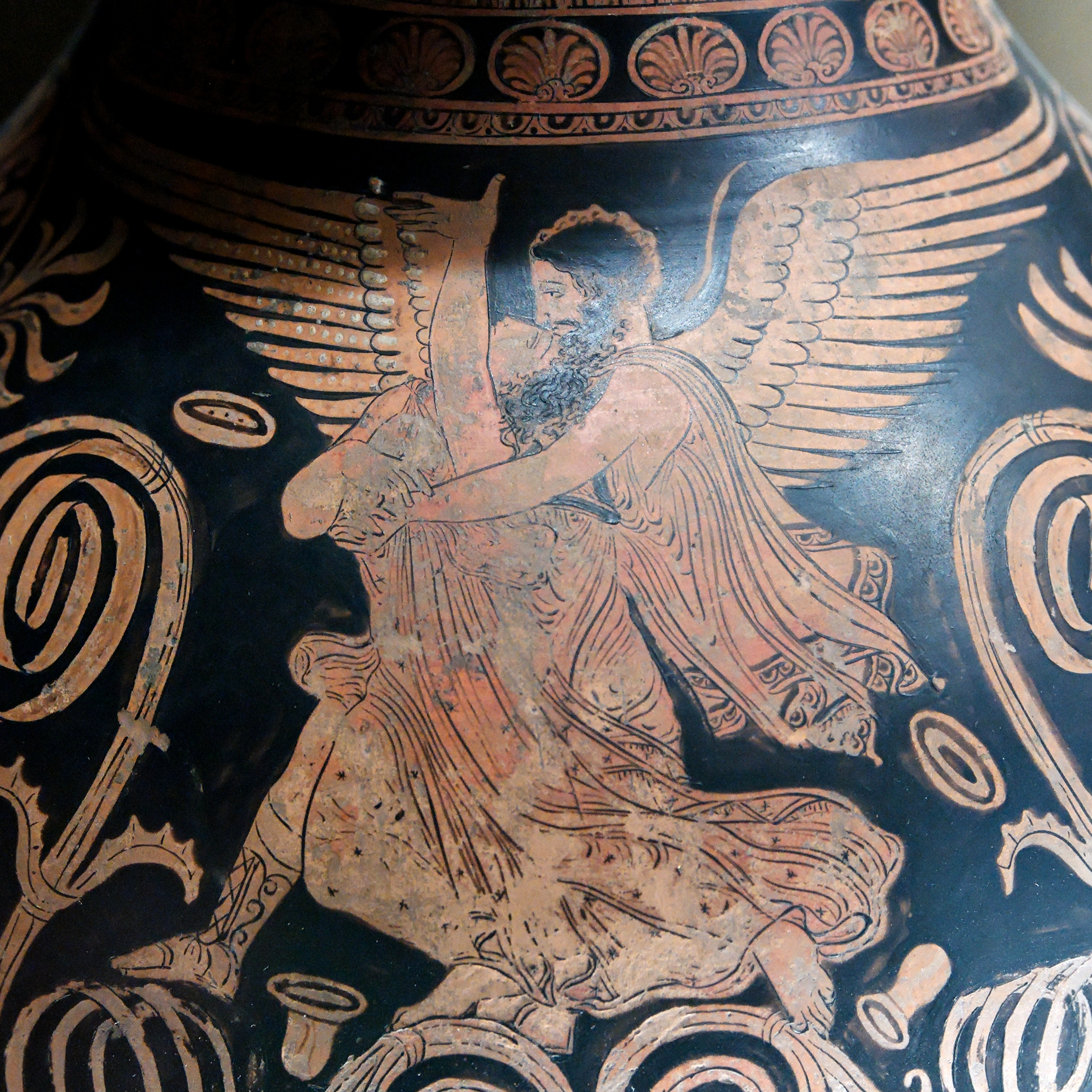
Vaso representando o rapto de Orítia pelo deus Bóreas, Louvre, Paris.

Durante as Guerras Médicas, Bóreas ajudou os atenienses, destruindo os navios dos bárbaros. Ele também ajudou Megalópolis contra Esparta, e era honrado em Megalópolis com festivais anuais. De acordo com a tradição homérica, Bóreas foi o pai de doze cavalos com as éguas de Erictônio, o que é explicado como sendo uma forma figurativa de dizer que estes cavalos eram muito velozes. Na arca de Cípselo ele estava representando raptando Orítia, e no lugar de suas pernas havia serpentes. Festivais de Bóreas eram celebrados em Atenas e outros lugares.
Bóreas era muito forte e tinha um violento caráter. Com frequência era representado como um idoso alado com cabelo e barbas longas vestindo uma túnica de nuvens. Para os romanos era o deus Aquilo. Os gregos achavam que seu lar estava em Trácia e descrevem uma terra ao norte chamada Hiperbórea que significa "para além de Bóreas". Nessa terra, as pessoas viviam em completa felicidade até idades extraordinariamente longas.

## Mitos

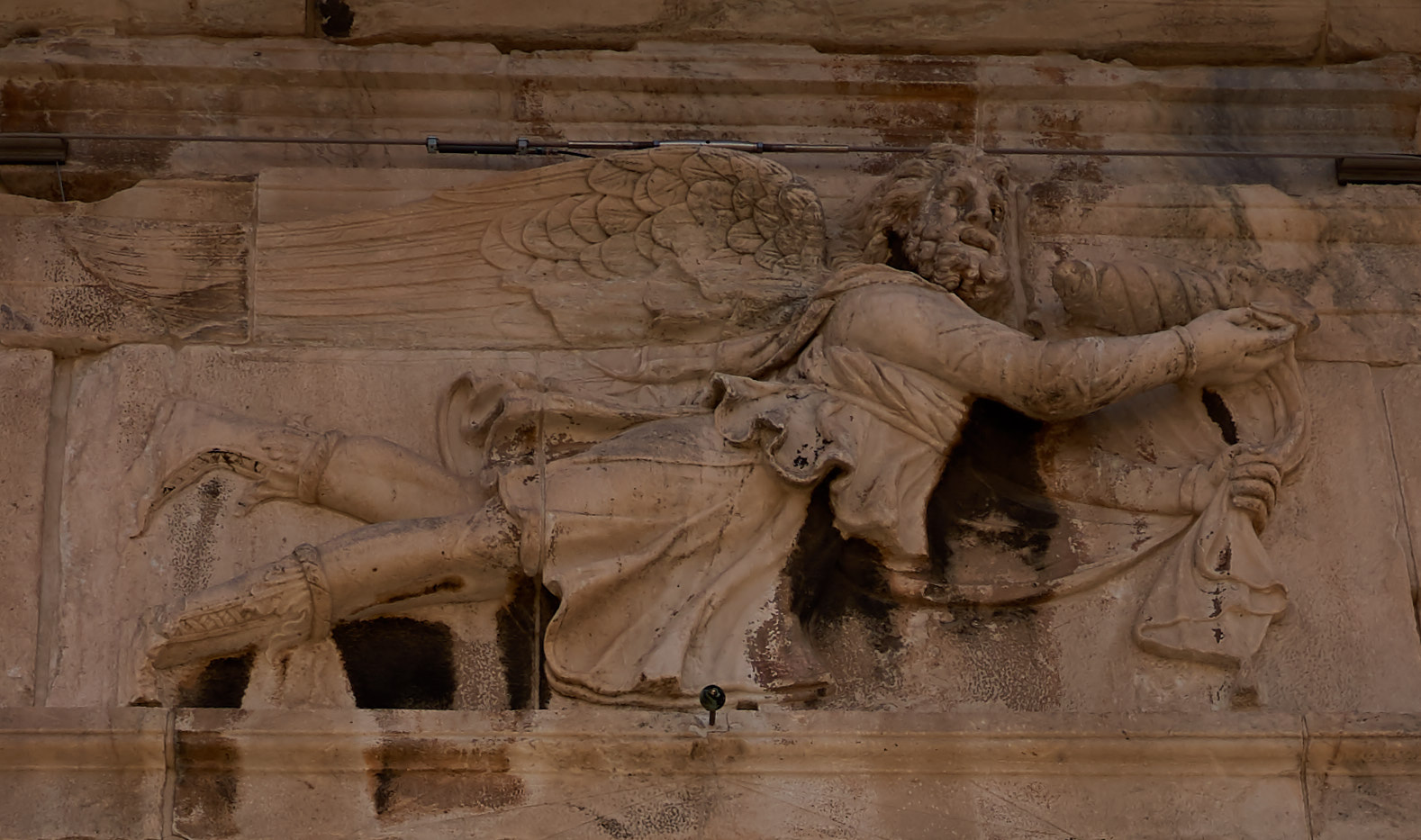
Os painéis de relevo no friso da Torre dos Ventos (Horologion de Andronikos Kyrrhestes) na Ágora Romana de Atenas. Neste painel, o deus do vento Boreas.

Bóreas, Zéfiro, Euro e Noto eram filhos de Astreo e de Eos. Bóreas se apaixonou por Oritía, uma princesa ateniense. Apesar de tentar conquistá-la, Oritía não deu-lhe atenção. Voltando ao seu temperamento violento, Bóreas a raptou enquanto ela dançava nas margens do rio. Bóreas levou-a numa nuvem de vento até a Tracia e teve com ela dois filhos: Zetes e Calais, e duas filhas, Quíone e Cleopatra. Desde então, os atenienses viam a Bóreas como um parente político. Quando Atenas foi ameaçada pelos persas, os atenienses clamaram por Bóreas que lançou ventos fortes fazendo afundar 400 barcos persas. Por isso, os atenienses construiram um altar dedicado a Boreas junto ao Rio Iliso.
A ninfa Pítis apreciava ver Pã tocando sua flauta apesar do seu aspecto grotesco. Sempre tocando a flauta de sete tubos em locais solitários, por não conseguir conquistar nenhuma moça, Pã sentou-se à beira de um rochedo. Pitis seguiu-o e quando dele se aproximou, Pã resolveu revelar seu amor. Ele não sabia que Pítis era amada por Bóreas, o terrível vento do norte, que naquele instante soprava com grande violência. Quando viu sua amante perto do estranho deus, Bóreas foi acometido de um acesso furioso de ciúme. Não se contendo, soprou com tal impetuosidade que a ninfa Pitis caiu no precipício despedaçando-se sobre as pedras. Consternado, Pã transformou o corpo de Pitis em um pinheiro. Pítis significa em grego, pinheiro. A árvore foi consagrada a Pã, que passou a andar com a cabeça coroada de pinheiros e Bóreas perdeu para sempre seu grande amor.
O mito de Bóreas está relacionado aos temperamentos fortes. O temperamento forte pode ser um ponto positivo, como os dos grandes aventureiros, artistas, empreendedores, revolucionários que mudaram o mundo com suas excepcionais descobertas. Também pode ser um ponto negativo, como os dos boêmios, malandros, abusadores de drogas, jogadores e viciados em adrenalina. Quantas pessoas prejudicam a si mesmas e aos outros, quando tomam decisões ou atitudes devido ao seu temperamento e depois se arrependem por não terem refletido antes.
A tendência para agir impulsivamente e sem consideração com as consequências, pode se transformar num Transtorno de Personalidade Explosivo e Agressivo. Geralmente, quando uma pessoa chega ao transtorno, sente uma enorme incapacidade de manter qualquer tarefa ou situação que não lhe ofereça uma recompensa imediata. Com seu humor, instável e caprichoso, tende a exigir que suas vontades sejam imediatamente satisfeitas.
E por não conseguir manipular todas as pessoas usando de ameaças e ofensas, está sempre em conflito com os outros, especialmente quando seus atos são criticados. Suas explosões de ira e violência, o tornam incapaz de controlar os resultados inconsequentes, o que lhe retira oportunidades e pessoas de sua vida, mas este temperamento fez com que se tornasse cônjuge de Despina e assim juntos desse a luz a Crío, Daemon do Frio.